# Jazz llatí
El jazz llatí és una branca del jazz que es nodreix de la fusió de ritmes i formes originàries de la música llatina, sobretot de la música caribenya, i en especial de la cubana, amb elements propis del jazz. La seva conformació com un subgènere definit es produeix a la dècada de 1940, encara que la influència de la música llatina en el jazz és present des dels primers temps d'aquest. El jazz llatí va començar com una fusió del 
són cubà i el jazz, però amb el temps va abastar també música procedents de Puerto Rico, la República Dominicana, el Brasil i l'Argentina.
El jazz llatí es va originar a finals dels anys 40, quan Dizzy Gillespie i Stan Kenton van començar a combinar el ritme i l'estructura de la música afro-cubana, exemplificada per Machito i els seus Afro-Cubans, amb instruments de jazz.
En comparació del jazz americà, el jazz llatí empra un ritme fix usant alhora una forma de clau. La conga, el timbal, el güiro i les claus són instruments de percussió que contribuïxen al so llatí.
Les dues principals branques del jazz llatí són: la brasilera i la afro-cubana. El jazz llatí brasiler inclou la bossa nova i la samba. El jazz afro-cubà es nodreix de la salsa, el merengue, el songo, el son, el mambo, el bolero, la xaranga i el cha cha cha.
La samba s'origina en la música afro-brasilera del segle xix tal com el Lundu. La bossa nova és una música híbrida, que utilitza una mica del ritme de la samba, però influïda per música europea i nord-americana des de Debussy a jazz estaudounidenc. La bossa nova s'origina als anys 60, principalment pels esforços dels brasilers Antonio Carlos Jobim i Joo Gilberto, i el nord-americà Stan Getz. La seva cançó més famosa és "Garota de Ipanema" (La Noia de Ipanema), cantada per Gilberto i la seva esposa, Astrud Gilberto.
La forma actual d'entendre el latin jazz deu molt a la cançó "Sagí", de Mongo Santamaría, què aplicava la clau de salsa i patrons rítmics asincopats propis de les formes tradicionals del jazz nord-americà.